# اد بولینگ
اد بولینگ (انگلیسی: Ed Bulling؛ 1889 – ۱۹۶۳ (۷۳−۷۴ سال)) بازیکن فوتبال اهل بریتانیا بود.
از باشگاه‌هایی که در آن بازی کرده‌است می‌توان به باشگاه فوتبال تاتنهام هاتسپر اشاره کرد.